# هجوم داغستان 2024
في 23 يونيو 2024، انطلقت هجمات منسقة في مدينتي دربند ومحج قلعة في جمهورية داغستان الروسية في شمال القوقاز . هُجِمَ على معبدين يهوديين وكنيستين أرثوذكسية شرقية ومركز لشرطة المرور في آن واحد، بالبنادق والأسلحة وزجاجات المولوتوف. وأفاد رئيس داغستان، سيرجي ميليكوف، أن 15 من ضباط الشرطة وضباط الحرس الوطني والعديد من المدنيين الآخرين قتلوا والقس نيكولاي كوتيلنيكوف، وكان منفذو الهجوم ستة على الأقل. دُمِرَ كنيس كيلي نوماز بالكامل تقريبًا بسبب النيران.
وصنفت السلطات الروسية الهجوم على أنه عمل إرهابي. وذكرت وسائل الإعلام الروسية أن السلطات تعرفت على ستة من الجناة، من بينهم ولدان وواحد أو اثنان من أبناء أخ محمد عمروف، رئيس منطقة سيرجوكالينسكي في داغستان. قدم عمروف في وقت لاحق خطاب استقالته وأحتجز للاستجواب. وكان أحد المهاجمين رئيسًا سابقًا لقسم سيرغوكالا في حزب روسيا العادلة – من أجل الحقيقة.
وقدم الرئيس الروسي فلاديمير بوتين تعازيه لضحايا الهجمات. وأعلنت حكومة داغستان فترة حداد وطني لمدة ثلاثة أيام في الفترة من 24 إلى 26 يونيو/حزيران على الضحايا.

### دربند

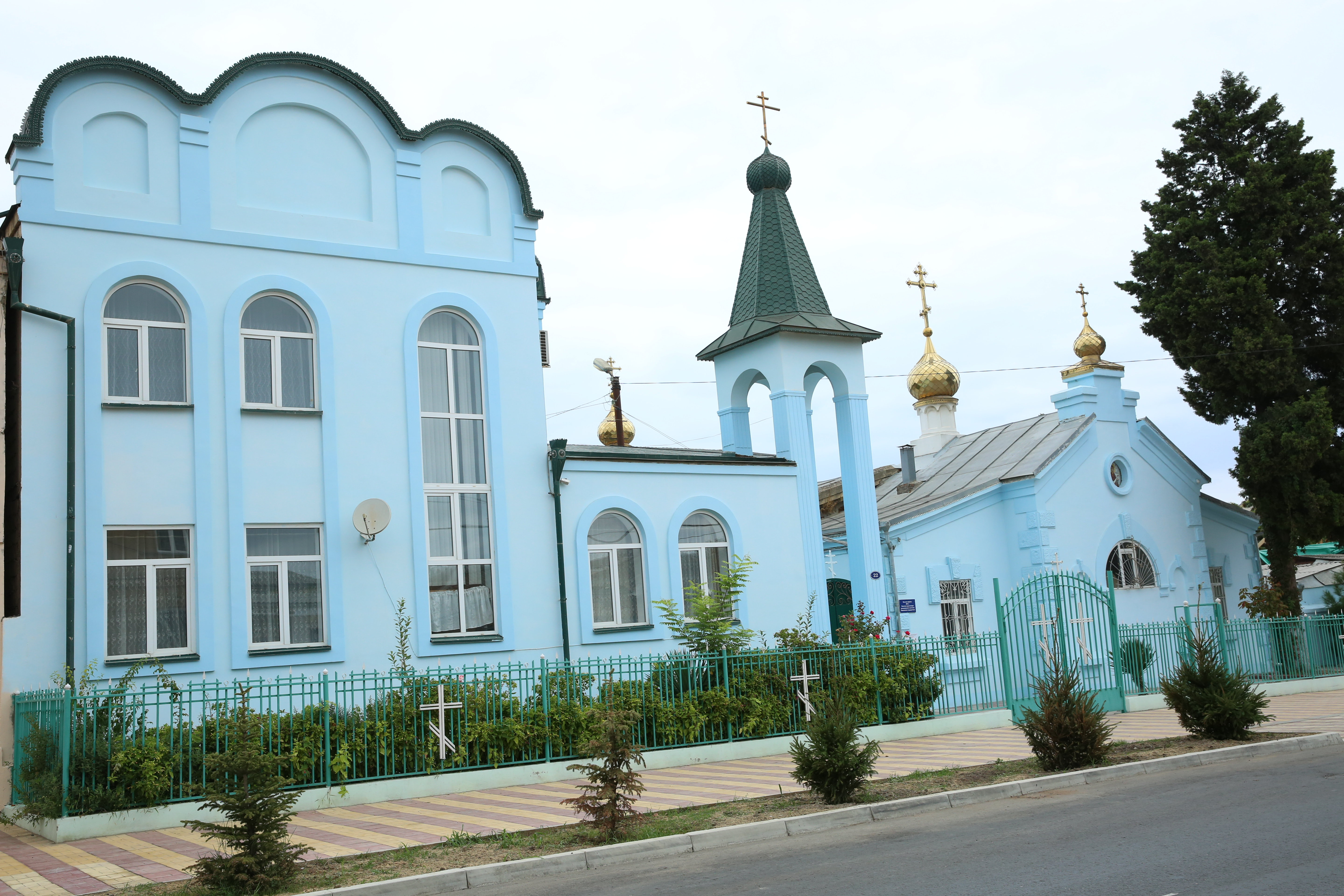
كنيسة شفاعة السيدة العذراء في دربند